# Pan American Hockey Federation
Die Pan American Hockey Federation (kurz PAHF) ist der gesamtamerikanische Hockeyverband. Er besteht aus 26 Mitgliedern. Er ist Mitglied des Hockeyweltverbandes FIH und richtet verschiedene Kontinentalwettbewerbe für Damen- und Herrennationalmannschaften aus, insbesondere die amerikanische Kontinentalmeisterschaft den Pan American Cup.

## Geschichte
Der Verband wurde am 17. Oktober 1959 unter dem Namen Pan-American Field Hockey Federation (Kurzbezeichnung P.F.H.F.) gegründet.
Der erste Präsident war J. William Middendorf (USA), der erste Vize-Präsident George Parsons (Argentinien), nach dem die George Parsons Trophy benannt ist. Gründungsmitglieder waren Argentinien, Bermuda, Jamaika, Niederländische Antillen und die USA.

## Mitglieder
| Argentinien             | Bahamas      | Barbados                 | Bermuda    | Brasilien |
| Kanada                  | Kaimaninseln | Chile                    | Costa Rica | Kuba      |
| Dominikanische Republik | Ecuador      | El Salvador              | Guatemala  | Guyana    |
| Jamaika                 | Mexiko       | Niederländische Antillen | Panama     | Paraguay  |
| Peru                    | Puerto Rico  | Trinidad & Tobago        | USA        | Uruguay   |
| Venezuela               |              |                          |            |           |

## Wettbewerbe
- Pan American Cup: Amerikameisterschaft, Herren seit 2000, Damen seit 2001
- Indoor Pan American Cup: Amerikameisterschaft in der Halle, Damen und Herren, seit 2002
- Pan American Junior Championships: Amerikameisterschaft, Junioren seit 1978, Juniorinnen seit 1988
- South American Championship: Südamerikameisterschaft, Damen und Herren, seit 2003
- Hockey bei den Panamerikanischen Spielen: Herren seit 1967, Damen seit 1987
- Hockey bei den Central American & Caribbean Games: Damen und Herren, Mexiko zählt hier zu Mittelamerika, seit 1998